# Kollegiatstift Neuessing

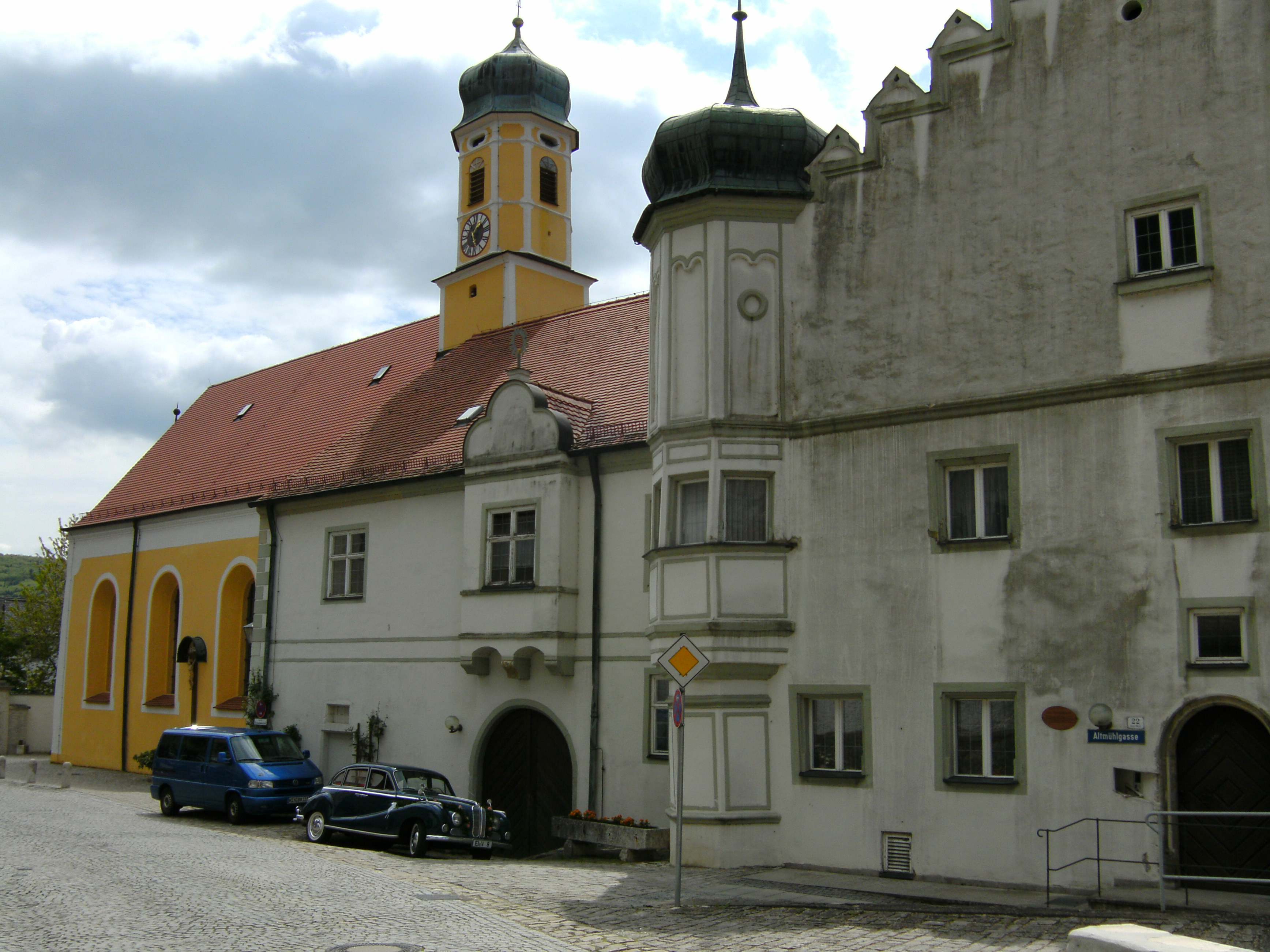
Ehemaliges Kollegiatstift Neuessing

Das Kollegiatstift Neuessing ist ein ehemaliges Kollegiatstift in Essing im Landkreis Kelheim in Bayern.

## Lage
Der Gebäudekomplex aus Kirche, Stiftshaus, Stiftsdekanei und Siechenhaus liegt am Südeingang in den Unteren Markt.

## Geschichte
Das dem Heiligen Geist und dem hl. hl. Martin geweihte Stift wurde 1367 von Ulrich dem Älteren von Abensberg und seinen Söhnen Dietrich, Johann Ulrich, Albrecht und Wilhelm auf ihrem erblichen Eigentum unterhalb ihrer Veste Randeck gestiftet. Es war für sechs Chorherren und zwölf Sieche vorgesehen. Die Chorherren hatten auch die Pfarrei von Altessing und Prunn zu betreuen. Das Stift kam jedoch nie richtig in Blüte, da es finanziell ungenügend ausgestattet war. Ein Großteil der Einkommensquellen – Höfe (z. B. in Waltenhofen) und Pfarreien in umliegenden Ortschaften – fiel zudem in der Reformation weg, als Pfalz-Neuburg protestantisch wurde. Wenige Jahrzehnte später wurde das Hospital nicht mehr als solches geführt, und ab 1610 waren auch die Kanonikate nicht mehr besetzt. Zuletzt residierte im Stift selber nur noch der Stiftsdechant, während die Pfarrer der inkorporierten Pfarreien zugleich als nicht-residierende Kanoniker fungierten.
1672 kam das Stift zusammen mit der Herrschaft Randeck an die Ingolstädter Jesuiten und fiel nach dem Jesuitenverbot 1782 an den Malteserorden. Im Zuge der Säkularisation in Bayern wurde die Ordensgüter 1808 eingezogen, was auch zur endgültigen Aufhebung des Stifts Neuessing führte. In der Folgezeit wurde die Kirche Pfarrkirche und das Stiftsgebäude Pfarrhof bzw. Pfarrheim. Heute wird die Pfarrei mit 850 Katholiken (2024) vom Pfarrer von Painten mitversorgt.

## Stiftsgebäude
Das ehemalige Chorherrengebäude, ein unter Dekan Christoph Fuenk 1630 von Maurermeister Schaluin errichteter Renaissancebau, ist im Westen der Kirche als ein zweigeschossiger Langflügel angebaut und mündet in einen etwas vorspringenden Querbau, dem Wohn- und Verwaltungsgebäude des Stiftsdekans (heute Unterer Markt 22), dessen abgetreppte Giebelseite zur Straße hin ausgerichtet ist (der Vorgängerbau war 1599 niedergebrannt). An der Nordostecke befindet sich ein zweigeschossiger Polygonerker auf polygonem Unterbau und mit Kuppeldach. Das Siechenhaus ist das heutige Wohngebäude Unterer Markt 20, ein eingeschossiger Bau mit steilem Satteldach (17./18. Jahrhundert).

## Heilig-Geist-Kirche
1378 erhielt die mittelalterliche Stiftskirche Heilig Geist die Pfarrrechte von Altessing. Die Kirche wurde im Dreißigjährigen Krieg stark beschädigt, 1660/61 aber wiederhergestellt. 1711 wurde sie, wie eine Inschrift am Kirchenportal ausweist, vergrößert und im barocken Stil neu ausgestattet; 1717 war der Umbau vollendet. Der Stuck ähnelt dem Wessobrunner Stil, so dass man vermuten darf, dass der in Rohr ansässige Maurermeister und Stuckator Joseph Bader den Ausbau und den Stuck besorgten. Ausgemalt wurde der Kirchenraum von Valentin Reischl aus Waldmünchen; er malte unter anderem die Gründung des Stifts an die Decke des Langhauses und die dem Stift zehentpflichtigen Kirchen in Grisailletönen in die Stichkappen. Der zweisäulige Hochaltar zeigt im Altarbild die Krönung Mariens und als Seitenfiguren die Apostelfürsten Petrus und Paulus. Die Altarbilder der beiden zweisäuligen Seitenaltäre stellen Mariä Verkündigung und den hl. Leonhard dar. Auf dem Schalldeckel der Kanzel steht ein großer Posaunenengel. Aus dem 18. Jahrhundert sind mehrere Grabsteine von Geistlichen vorhanden. Die Glocken stammen von 1493 und 1748.
Zwischen der Kirche und dem Pfarrhof steht in der Ecke ein Bildstock mit einer Nischenfigur des hl. Joseph (um 1711).